# 은산 금공리 산신각
은산 금공리 산신각은 충청남도 부여군 은산면 금공리에 있는 건축물이다. 2020년 4월 3일 부여군의 향토문화유산 제152호로 지정되었다.

## 지정 사유
은산 금공리 산신각은 1991년 은산리 별신당 해체 후 부재를 옮겨 지은 건물로, 오래 전부터 이어져 온 제례의 전통이 현재까지도 마을 주민들에 의해 계승되고 있다는 점은 민속학적 측면에서 그 의미가 남다르다. 이에 부여 지역의 대표적인 민간신앙으로 널리 알리고 보존할 필요성이 있어 부여군 향토문화유산으로 지정되었다.